# Prinetti & Stucchi

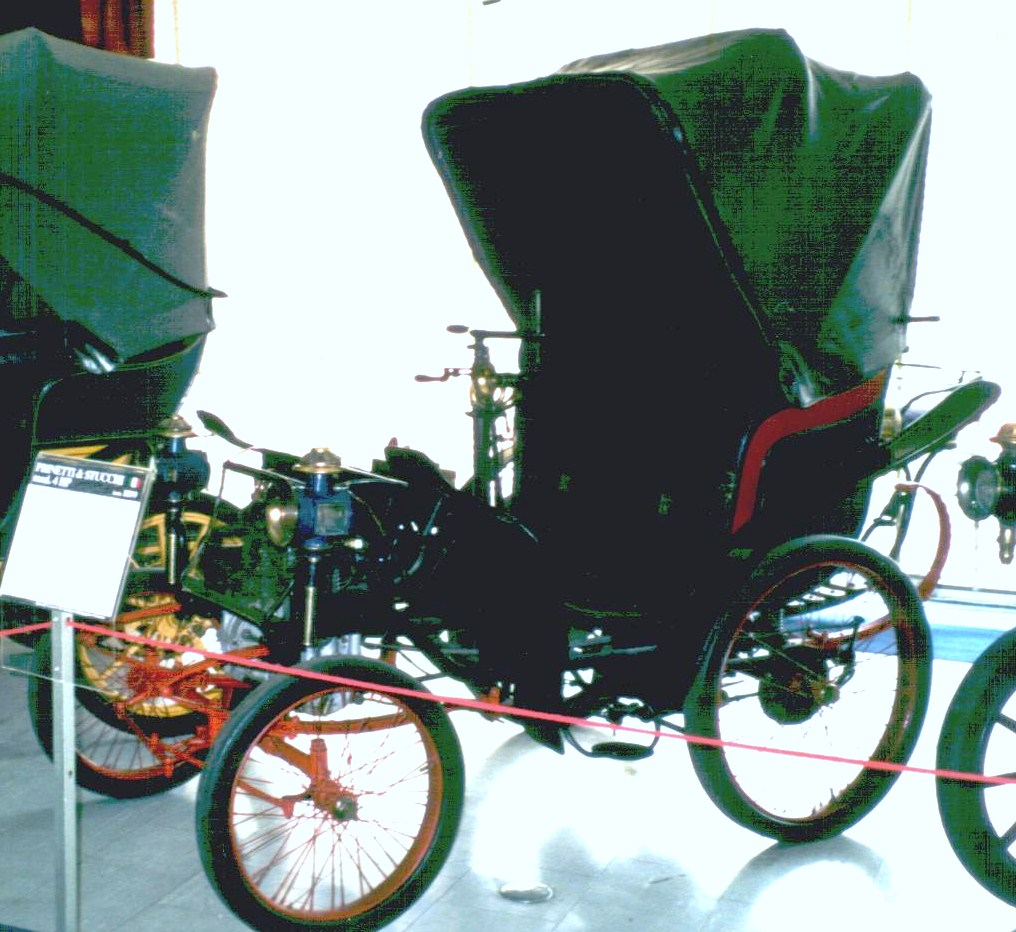
Prinetti Stucchi 4 HP del 1899

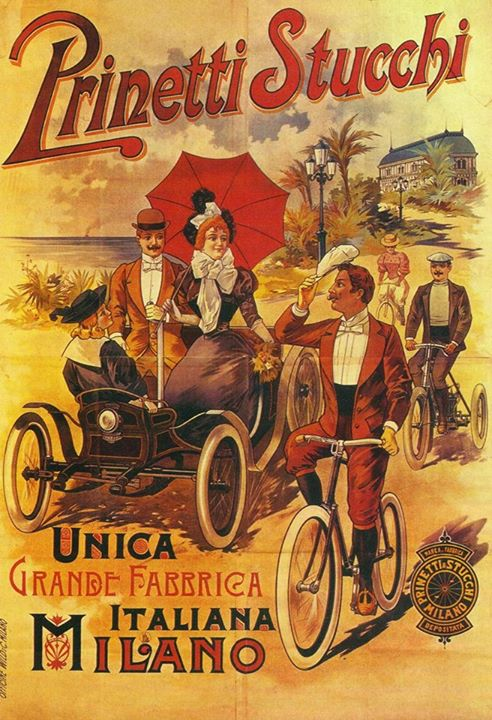
Manifesto pubblicitario della Prinetti Stucchi

La Prinetti Stucchi & C. è stata un'officina meccanica italiana produttrice di macchina da cucito, biciclette e veicoli a motore, fondata a Milano nel 1874 da Giulio Prinetti e Augusto Stucchi. Fu famosa per la produzione di biciclette e la partecipazione alle competizioni sportive con lo stesso marchio. Nel 2001 lo storico marchio è stato acquistato da Esperia Group con l'obiettivo di riprendere la produzione di biciclette.

## Storia
Nel 1892 iniziò la produzione di biciclette, alla quale si affiancò dal 1898 la produzione di tricicli e quadricicli a motore; Ettore Bugatti, impiegato nell'azienda prima di trasferirsi in Francia, sviluppò il triciclo Tipo 1, dotato di motore monocilindrico De Dion e telaio Rochet-Schneider.
Nel 1899 fu presentata la vettura Prinetti Stucchi 4 Hp, dotata di due motori monocilindrici accoppiati e con cui lo stesso Bugatti vinse la corsa di velocità Verona-Brescia-Mantova-Verona.
Nel 1901, a seguito della nomina di Giulio Prinetti a Ministro degli Esteri, l'azienda modificò la ragione sociale in quella di "Stucchi & C". Nello stesso anno viene presentata la prima motocicletta, una monocilindrica a quattro tempi. La produzione di automobili cessò nel 1906.
Nel 1907 la famiglia Stucchi Prinetti partecipò alla fondazione della Società generale elettrica dell’Adamello (GEA) per lo sviluppo di impianti idroelettrici.
Nel 1910 iniziò la partecipazione con una propria squadra alla competizione ciclistica Giro d'Italia, vincendo con Alfonso Calzolari la sesta edizione del 1914 e, dopo l'interruzione per gli eventi bellici, la successiva del 1919 con Girardengo.
Durante la prima guerra mondiale e fino alla chiusura della fabbrica nel 1926, la produzione si concentrò su diversi modelli di motociclette con motori monocilindrici e bicilindrici a V.

## Bibliografia

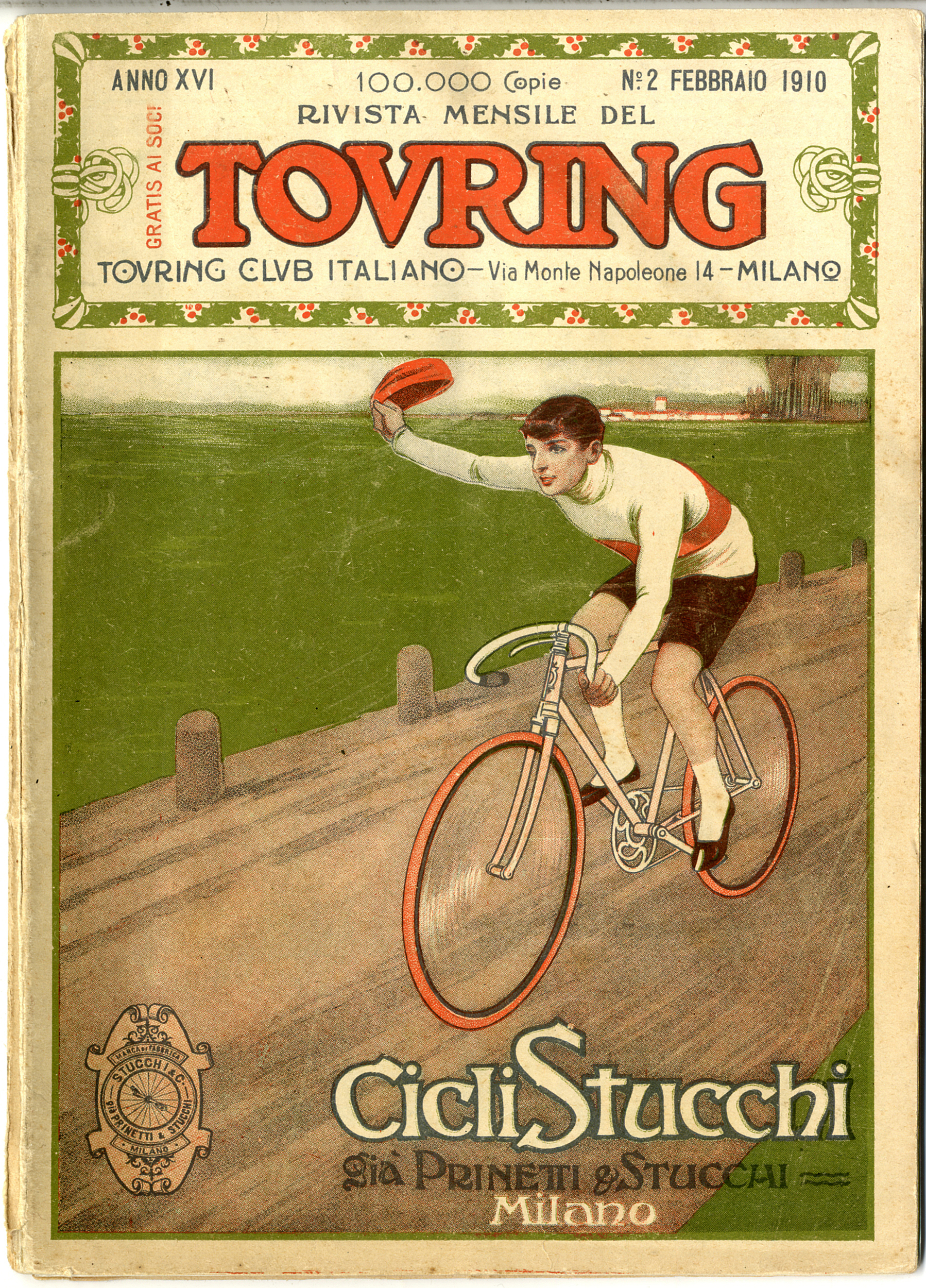
Pubblicità del 1910 sulla copertina della rivista del Touring Club Italiano